# Dorothé Reinoss

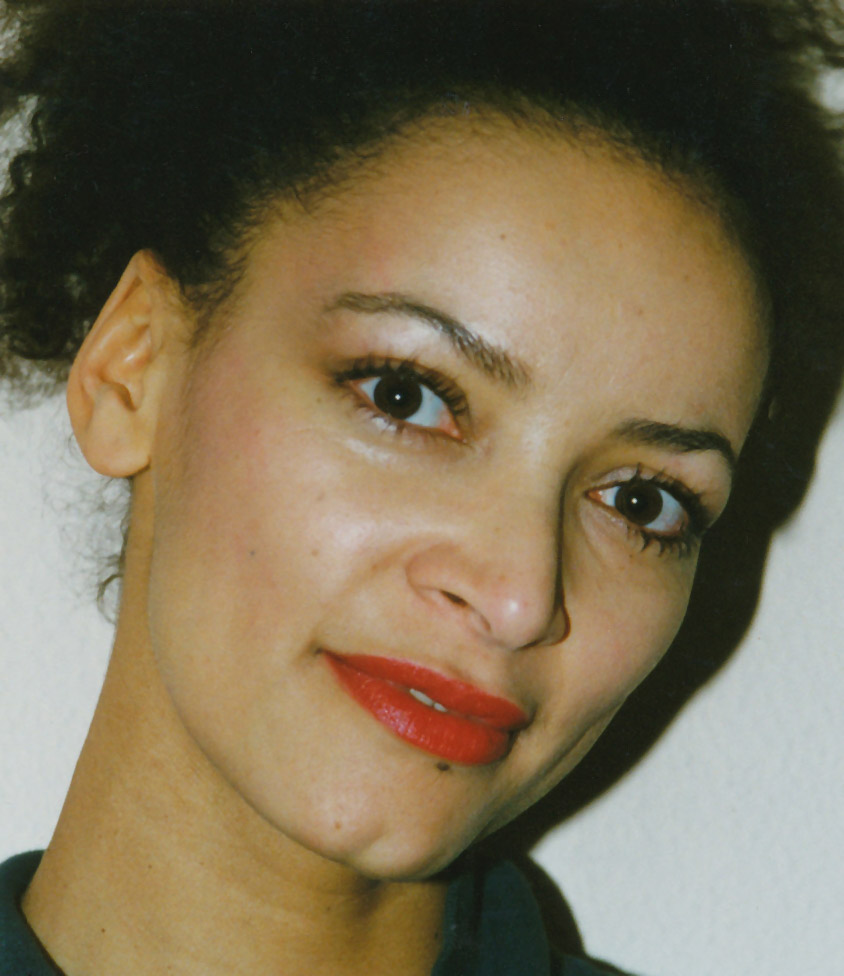
Dorothé Reinoss

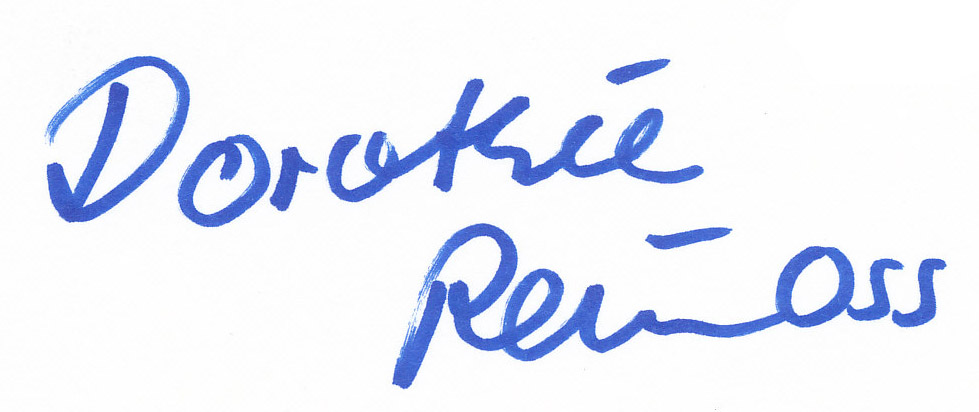
Signatur von Dorothé Reinoss

Dorothé Reinoss (* 1966 in Wriezen) ist eine deutsche Schauspielerin.

## Leben
Reinoss ist nordöstlich von Berlin in Wriezen aufgewachsen. Ihr Vater stammt aus Kamerun, ihre Mutter ist Deutsche. Nach einem Hochschulstudium in Leipzig arbeitete sie von 1986 bis 1988 als Mannequin für den VEB Exquisit. Von 1988 bis 1992 erlernte Reinoss an der Hochschule für Schauspielkunst „Ernst Busch“, Berlin, den Beruf der Schauspielerin.
Während ihrer Ausbildung hatte sie Engagements am Berliner Ensemble (Blaue Pferde auf rotem Gras / Shatrow unter der Regie von Christoph Schrot) und war u. a. im Berliner Arbeiter-Theater in der Rolle der Meroe in Kleists Penthesilea unter der Regie von Frank Lienert zu sehen. Ihren ersten TV-Auftritt hatte Reinoss 1991 in dem Fernsehspiel Ausgesperrt als Lale (Regie: Martin Robacki); ebenfalls 1991 debütierte sie in dem Kinofilm Die Verfehlung von Heiner Carow.
Neben diversen Fernsehrollen, zum Beispiel 2000 und 2001 im Tatort und von 1997 bis 2000 in Dr. Sommerfeld – Neues vom Bülowbogen, war Reinoss auch immer wieder im Theater zu sehen. Von 2004 bis 2006 spielte sie im Theater an der Gathe, Wuppertal, in der Rolle der Gigi Ortega in Balaskos Stück Liebe, Lügen Lampenfieber. Im Jahr 2009 war sie im Stück Bleib doch zum Frühstück unter der Regie von Markus Mies am selben Haus zu sehen.
Reinoss lebt in Berlin.

## Filmografie (Auswahl)
- 1991: Ausgesperrt (TV)
- 1991: Polizeiruf 110 – Der Riß (TV-Reihe)
- 1991: Die Verfehlung
- 1997: Parkhotel Stern (TV-Serie)
- 1997–2000: Dr. Sommerfeld – Neues vom Bülowbogen (TV-Serie)
- 1998–2000: Fieber – Ärzte für das Leben (TV-Serie)
- 1998: Wie stark muß eine Liebe sein (TV)
- 2000: Kommissar Rex (TV-Serie)
- 2000: Wolffs Revier (TV-Serie)
- 2000: Tatort – Kalte Herzen (TV-Reihe)
- 2001: Tatort – Der lange Arm des Zufalls
- 2003: Kunden und andere Katastrophen (TV-Serie)
- 2003: Flucht in die Karibik
- 2012: Auf den zweiten Blick